# Pass at Me
Singles par Timbaland
Marchin On
(2010) Break Ya Back
(2012)
Singles par Pitbull
Suave (Kiss Me)
(2011) I Like How It Feels
(2011)
Pass at Me est une chanson de Timbaland sorti le 13 septembre 2011, en collaboration avec le rappeur Pitbull. Le single est extrait de l'album Shock Value III.

## Liste des pistes
- Téléchargement digital

1. Pass at Me (Explicit) - 4:10

- CD Single

1. Pass at Me (Clean Radio Edit) - 4:07
2. Pass at Me (Explicit) - 4:10

- Remixes - EP[1]

1. Pass at Me (Tommy Trash Remix) - 5:22
2. Pass at Me (Junior Sanchez Remix) - 7:02
3. Pass at Me (Tim Mason Remix) - 5:32
4. Pass at Me (Genetix Remix) - 5:11

## Classement par pays
| Classement (2011-2012)                                | Meilleure position |
| ----------------------------------------------------- | ------------------ |
| Allemagne (Media Control AG)                          | 27                 |
| Australie (ARIA)                                      | 89                 |
| Belgique (Flandre Ultratip 100)                       | 9                  |
| Belgique (Wallonie Ultratip 50)                       | 22                 |
| Irlande (IRMA)                                        | 37                 |
| Pologne (Dance Top 50)                                | 39                 |
| Slovaquie (IFPI Airplay)                              | 58                 |
| Royaume-Uni (UK R&B Chart)                            | 14                 |
| Royaume-Uni (UK Singles Chart)                        | 40                 |
| États-Unis (Billboard Bubbling Under Hot 100 Singles) | 4                  |
| États-Unis (Billboard Pop Songs)                      | 35                 |
| États-Unis (Billboard Hot Dance Club Songs)           | 15                 |

## Historique de sortie
| Pays        | Date               | Format                               | Label              |
| ----------- | ------------------ | ------------------------------------ | ------------------ |
| Australie   | 8 août 2011        | Contemporary Hit Radio, Nights       | Interscope Records |
| États-Unis  | 13 septembre 2011  | Téléchargement digital               | Interscope Records |
| États-Unis  | 13 septembre 2011  | Urban radio                          | Interscope Records |
| Monde,      | September 13, 2011 | Téléchargement digital               | Interscope Records |
| Allemagne   | 7 octobre 2011     | Téléchargement digital, CD single    | Interscope Records |
| Royaume-Uni | 10 octobre 2011    | Téléchargement digital               | Interscope Records |
| États-Unis  | 8 novembre 2011    | Top 40/Mainstream and Rhythmic radio | Interscope Records |